# Philipp II. Kratz von Scharfenstein

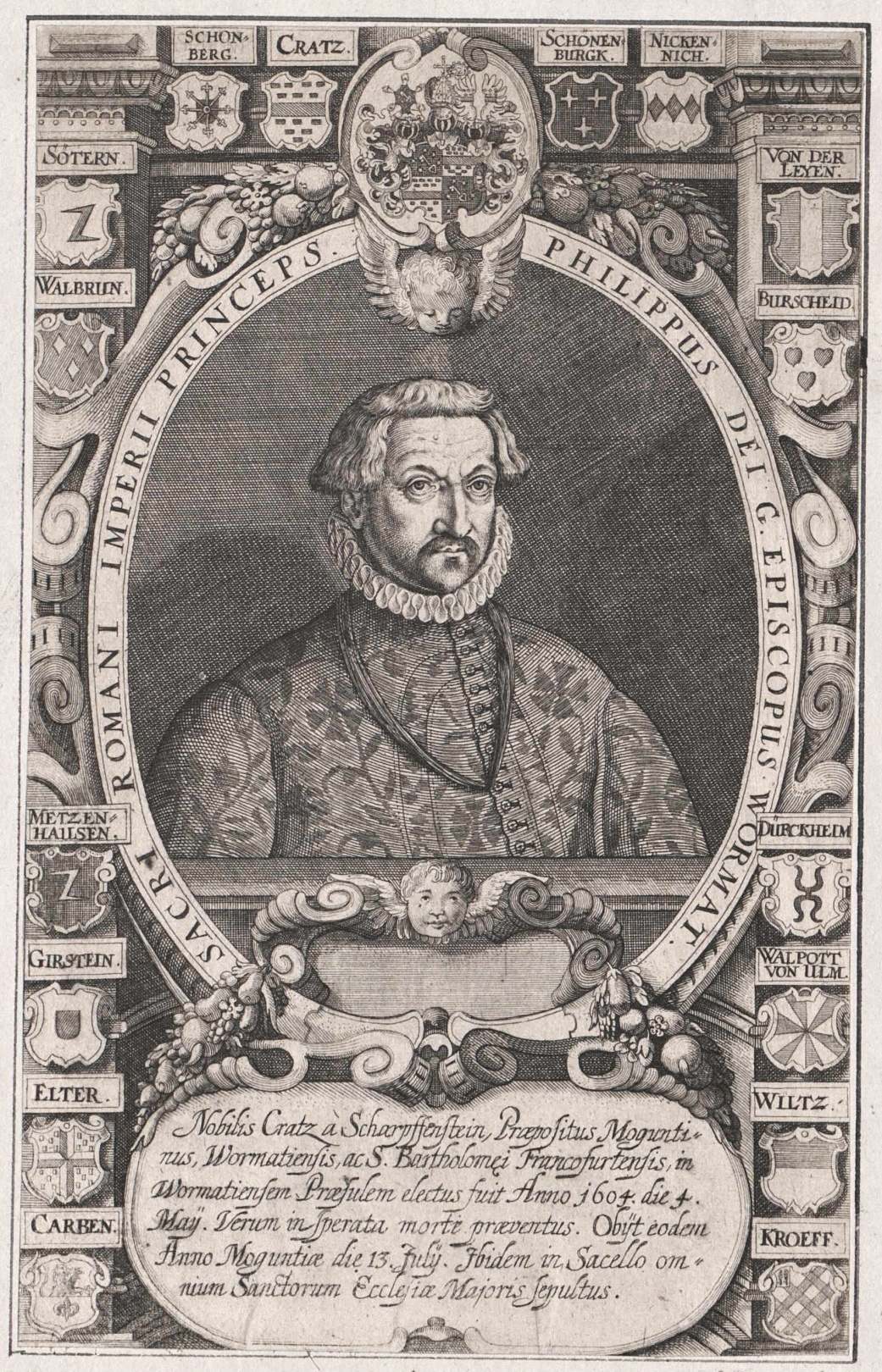
Philipp II. Kratz von Scharfenstein

Philipp II. Kratz von Scharfenstein (* 1540 verm. in Trarbach; † 13. Juli 1604 in Mainz) war ein Adeliger aus dem Geschlecht der Kratz von Scharfenstein, Domherr in Worms und Mainz, sowie im Jahre 1604 erwählter Fürstbischof von Worms.

## Leben und Wirken
Er war der Sohn des Landadeligen Philipp Kratz von Scharfenstein († 1570) und dessen Gattin Anna von Schönenberg, der Schwester des Trierer Erzbischofs Johann von Schönenberg (1525–1599) sowie des Wormser Fürstbischofs Georg von Schönenberg (1530–1595). Der Vater amtierte von 1549 bis 1552 als kurtrierischer Amtmann im Amt Koblenz und hatte mit seiner Frau 15 Kinder.

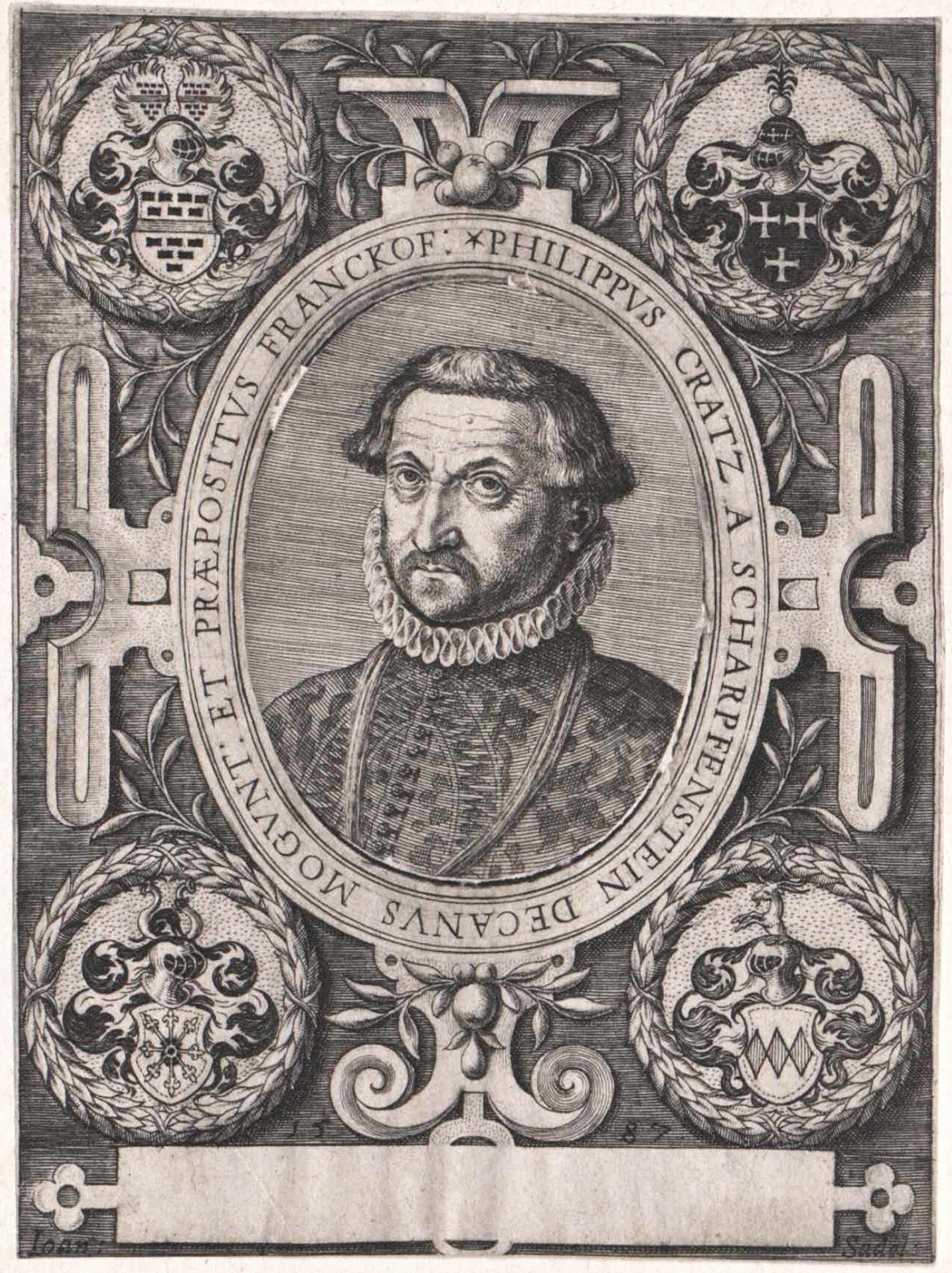
Philipp Kratz von Scharfenstein als Mainzer Domdekan, 1587

Philipp II. Kratz von Scharfenstein trat 1560 ins Wormser Domkapitel ein, 1571 avancierte er dort zum Scholaster, auf welches Amt er 1577 wieder verzichtete. Seit 1562 hatte er verschiedene Ämter innerhalb der Mainzer Domkapitels, so als Domizellar, seit 1572 als Domkapitular und ab 1585 als Domdekan von Mainz. 1594 wurde er Dompropst in Worms. 1595, nach dem Tod seines Onkels, Bischof Georg von Worms, übernahm er zusätzlich noch dessen bisherige Aufgabe als Mainzer Dompropst. 1573 bis zu seinem Tod bekleidete er überdies ein Kanonikat am Stift St. Viktor vor Mainz (welches damals aber schon bei St. Johannis in der Stadt angesiedelt war); seit 1593 hatte er dort das Amt des Kustos inne. Zusätzlich war Philipp Kratz von Scharfenstein Stiftsherr an St. Alban vor Mainz und von 1582 bis 1598 Stiftspropst von St. Martin (Oberwesel). Als 1580 der Stiftspropst von St. Bartholomäus in Frankfurt gestorben war und der zum Calvinismus übergegangene Kölner Domherr Hermann Adolf von Solms Ansprüche auf die Nachfolge erhob, wählte man Philipp Kratz von Scharfenstein auf Vorschlag des Mainzer Erzbischofs Daniel Brendel von Homburg zum Propst des Frankfurter Stiftes. Damit war eine Säkularisation des Propsteivermögens verhindert und Scharfenstein reorganisierte die Gemeinschaft mit großer Tatkraft. Laut Burkhard Keilmann in „Das Bistum Worms von der Römerzeit bis zur Auflösung 1801“ (Seite 188) genoss der Mainzer Domherr und Hofrat das „besondere Vertrauen“ von Erzbischof Daniel Brendel. Außerdem sei er „ein Anhänger der katholischen Reform“ im Sinne der Beschlüsse des Konzils von Trient gewesen.
Am 4. Mai 1604 wählte das Wormser Domkapitel seinen Dompropst Philipp Kratz von Scharfenstein zum Bischof von Worms. Ohne die päpstliche Bestätigung oder die Bischofsweihe empfangen zu haben, starb er bereits am 13. Juli gleichen Jahres in Mainz. Im dortigen Dom wurde er bestattet, sein Herz jedoch im Wormser Dom, in der Georgskapelle, beim Grab seines Onkels Bischof Georg von Schönenberg.

## Familiäres Umfeld

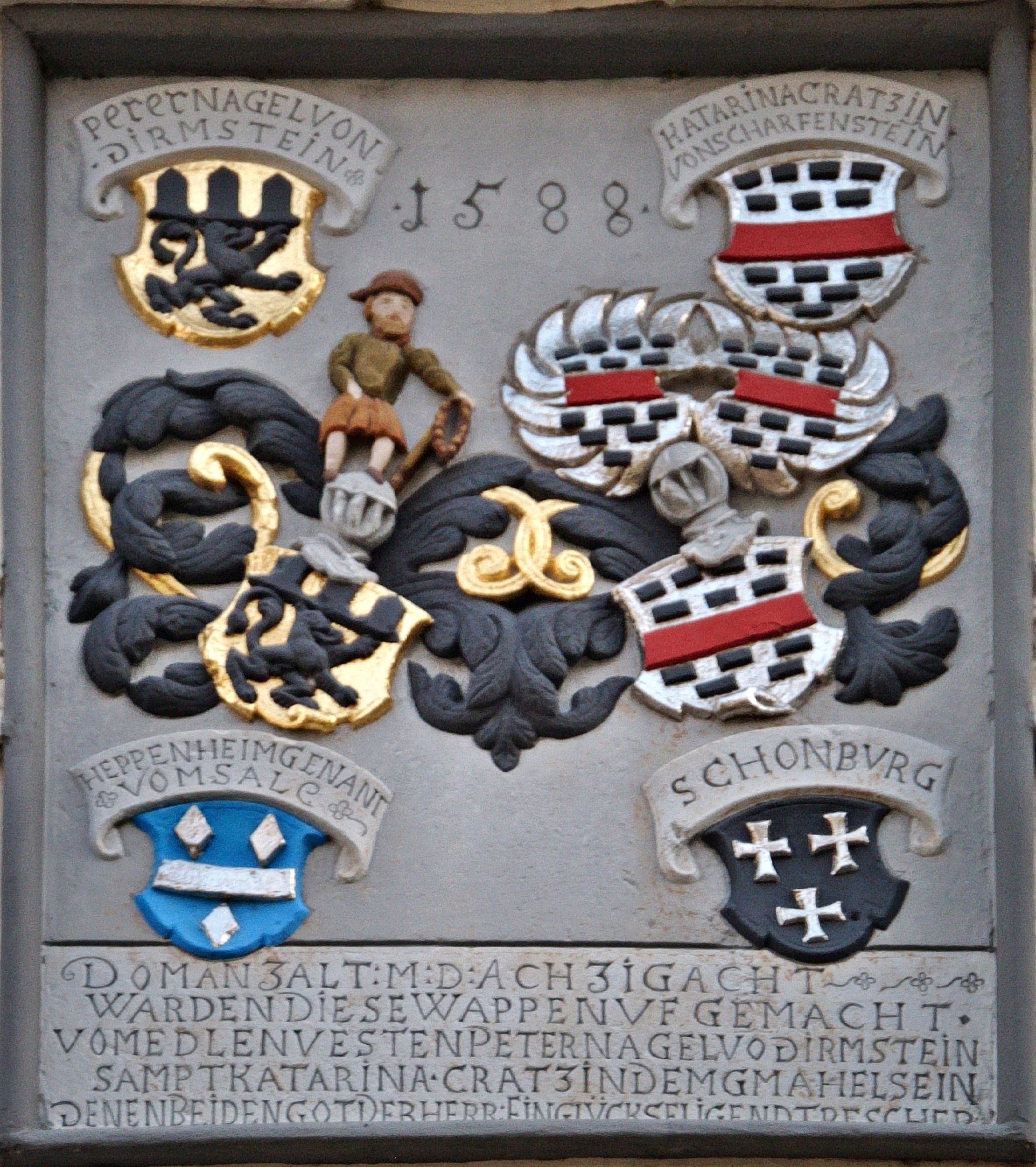
Wappenstein der Schwester am Nagelschen Hof in Freinsheim

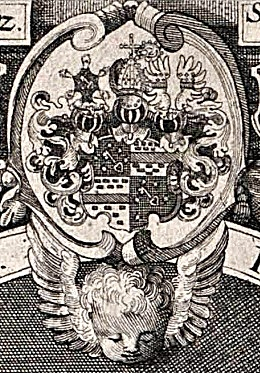
Wappen des Bischofs

Seine Schwester Katharina Kratz von Scharfenstein ehelichte den Adeligen Peter V. Nagel von Dirmstein († 1610) und beide ließen 1588 am Nagelschen Hof in Freinsheim (Hauptstraße 27) einen prächtigen Stein mit ihrem Allianzwappen und zwei Ahnenwappen anbringen.
Sein Bruder Hugo Kratz von Scharfenstein († 1625) war Dompropst von Trier und Speyer; seine Großneffen (die Enkel seines Bruders Friedrich) Hugo Eberhard Kratz von Scharfenstein († 1663) ebenfalls Bischof von Worms und Johann Philipp Kratz von Scharffenstein († 1635) ein tragisch geendeter Feldmarschall des Dreißigjährigen Krieges.
Die Urgroßtante von Bischof Philipp II. Kratz von Scharfenstein ist die als Selige verehrte Prämonstratenserin Margaretha Kratz von Scharfenstein (1430–1532), 82 Jahre lang "Meisterin" (Priorin) des Klosters Engelport im Hunsrück.